# ويليام كلارك
ويليام كلارك (بالإنجليزية: William Clarke)‏ (1 يناير 1909 بمانشستر في المملكة المتحدة - ) هو لاعب كرة قدم بريطاني في مركز الهجوم. لعب مع برادفورد سيتي ونادي هايد إف سي ونادي موركامب.